# Gustavo Papa
Gustavo Saibt Martins, mais conhecido como Gustavo Papa (Gravataí, 20 de julho de 1979), é um treinador e ex-futebolista brasileiro que atuava como atacante. Atualmente, está sem clube. 

## Carreira como jogador
Natural de Gravataí, Gustavo Saibt Martins surgiu no futebol no final dos anos 90, nas categorias de base do Grêmio.
Em 2000, foi emprestado ao Inter de Santa Maria, para a disputa do Gauchão daquele ano.
Ainda nos primeiros anos de carreira, se destacou em outros clubes do interior do Rio Grande do Sul, como o São Gabriel e o Glória; além de uma passagem pelo futebol sueco, no Landskrona, em 2001.

#### Passagem pelo Inter e origem do apelido 'Papa'
Chegou ao Colorado em 2005, após se destacar no Gauchão com as cores do Glória.
No Beira-Rio, ganhou a alcunha de 'Gustavo Papa' pelos colegas de clube, devido a sua semelhança física com o recém falecido Papa, João Paulo II.
Pelo Inter, foi o centroavante reserva de Fernandão durante o ano de 2005, anotando gols importantes nas campanhas do vice-campeonato brasileiro, e de quartas de final da Copa Sul-Americana.
Em 2006, perdeu espaço no clube, e apesar de inscrito na Copa Libertadores, não entrou em campo em nenhum jogo da campanha do título colorado. Na metade do ano, foi emprestado ao São Caetano.
Ainda retornou ao Inter no inicio de 2007, atuando em algumas partidas do Gauchão, até ser novamente emprestado, agora, para o Coritiba.

#### Passagem marcante pelo Coxa
Chegou ao Coritiba para a disputa da Série B do Brasileirão 2007, onde foi peça-chave.
Anotou sete gols na campanha que resultou no acesso e no título do Clube Paranaense. 

#### Fim de carreira e consagração no Xavante
Chegou ao Brasil de Pelotas em 2012, com o clube na Divisão de Acesso do Gauchão e na Série D do Brasileirão. No primeiro ano na baixada, conviveu com duas graves lesões. Sofreu com fratura no quadril e ruptura de ligamento do joelho esquerdo, que o afastaram dos gramados por mais de sete meses.
Nos anos seguintes, se tornou peça importante no time comandado por Rogério Zimmermann, que entre 2013 e 2017, conquistou o acesso para o Gauchão, em 2013, além do título da Série A2; o acesso para a Série C do Brasileirão, em 2014; e por fim, a promoção para a Série B, em 2015; além de dois títulos gaúchos do interior, em 2014 e 2015.
Em novembro de 2017, Papa anunciou a aposentadoria do futebol, aos 38 anos, se despedindo em uma partida contra o Criciúma, no Bento Freitas, válida pela última rodada da Série B do Brasileirão.

## Carreira como treinador
Em agosto de 2018, com o retorno de Rogério Zimmermann ao comando técnico do Brasil de Pelotas, Gustavo Papa passou a integrar a comissão técnica, como auxiliar-técnico. Mesmo com a demissão de  Zimmermann, ao final de 2018, seguiu como auxiliar na temporada 2019, agora ao lado de Paulo Roberto Santos.
Ainda em 2019, na reta final do Gauchão, assumiu o comando técnico do clube, de forma interina, salvando a equipe do rebaixamento. No restante de 2019, retornou a função de auxiliar, atuando ao lado de Bolívar e novamente, Rogério Zimmermann.
Para 2020, com a saída de Bolívar, Papa foi nomeado para ser o treinador do Xavante na temporada. Em seu primeiro trabalho efetivo como técnico principal, durou 11 jogos, com altos e baixos, sendo demitido durante a pausa do Gauchão, em março, devido a Pandemia de COVID-19.
Retornou a comissão técnica de Rogério Zimmermann em março de 2021, agora, pelo Esportivo. Porém, com apenas três jogos, Zimmermann pediu desligamento do cargo, e Gustavo Papa assumiu o comando do Alviazul nos quatro jogos finais do estadual. Apesar da melhora no desempenho, Papa não conseguiu salvar o clube do rebaixamento.
Em maio de 2021, Rogério Zimmermann retornou ao Esportivo para a disputa da Série D do Brasileirão, e Gustavo Papa voltou ao cargo de auxiliar técnico, em uma campanha que levou o Alviazul às oitavas de final da Série D.
No primeiro trimestre de 2022, seguiu como auxiliar de Zimmermann, no Caxias, onde se despediram do clube, após a eliminação na primeira fase do Gauchão. Ainda em 2022, Papa realizou seu terceiro trabalho como treinador principal, comandando o São Gabriel na Divisão de Acesso.
Para 2023, voltou a auxiliar Rogério Zimmermann, de novo no Brasil de Pelotas, disputando o Gauchão, Copa do Brasil e Série D do Brasileirão.
Em novembro de 2023, retornou ao Esportivo, após ser anunciado como treinador do clube para a disputa da Divisão de Acesso de 2024, e agora, com Wellington Monteiro como auxiliar. Deixou o Alviazul em junho de 2024, quando foi demitido, após derrota para o Brasil de Farroupilha, na fase de grupos da Série A2 do Gauchão.
Pouco menos de um mês após a saída do Esportivo, retornou a comissão técnica de Rogério Zimmermann, agora no São José, onde conquistaram a Copa FGF de 2024. Em fevereiro de 2025, após um mau começo com o Zeca no Gauchão, ambos foram desligados da equipe.
Desde então, Gustavo Papa está sem clube.

## Títulos

### Como jogador
Internacional
- Copa Libertadores da América: 2006

Coritiba
- Campeonato Brasileiro - Série B: 2007

Brasil de Pelotas
- Campeonato Gaúcho de Futebol - Série A2: 2013
- Campeonato Gaúcho do Interior: 2014 e 2015

### Como auxiliar técnico
São José
- Copa FGF 2024